# Wahlen 2022
◄◄ | ◄ | 2018 | 2019 | 2020 | 2021 | Wahlen 2022 | 2023 | 2024 | 2025 | 2026 | ►

Weitere Ereignisse
Die unten aufgeführten Wahlen fanden im Jahr 2022 statt. Die Liste erhebt keinen Anspruch auf Vollständigkeit.
Ein Teil der aufgeführten Wahlen wurde nicht nach international anerkannten demokratischen Standards durchgeführt. Einige waren Scheinwahlen; es gab auch Wahlbetrug. Oft hatten nicht alle konkurrierenden Kandidaten oder Parteien gleichrangigen Zugang zu den Massenmedien des Landes. Die Pressefreiheit ist in vielen Ländern der Erde eingeschränkt (siehe auch Rangliste der Pressefreiheit).

## Termine
| Land                          | Datum                | Wahl/Abstimmung | Kontext/Übersicht                           | Quellen                                          |
| ----------------------------- | -------------------- | --- | ------------------------------------------- | ------------------------------------------------ |
| Serbien                       | 16. Jan.             | Verfassungsreferendum in Serbien | Politik (Serbien)                           |                                                  |
| Barbados                      | 19. Jan.             | Parlamentswahl in Barbados | Wahlen in Barbados                          |                                                  |
| Türkische Republik Nordzypern | 23. Jan.             | Parlamentswahl in der Türkischen Republik Nordzypern | Wahlen in Nordzypern                        |                                                  |
| Portugal                      | 30. Jan.             | Parlamentswahl in Portugal | Wahlen in Portugal                          |                                                  |
| Costa Rica                    | 6. Feb.              | Präsidentschafts- und Parlamentswahl in Costa Rica | Wahlen in Costa Rica                        | [ 1 ]                                            |
| Deutschland                   | 6. Feb.              | Landratswahl in Brandenburg | Wahlen in Brandenburg                       | [ 2 ] [ 3 ] [ 4 ] [ 5 ] [ 6 ] [ 7 ] [ 8 ]        |
| Deutschland                   | 13. Feb.             | Bundespräsidentenwahl in Deutschland | Bundespräsidentenwahlen in Deutschland      |                                                  |
| Schweiz                       | 13. Feb.             | Volksabstimmung in der Schweiz am 13. Februar | Liste der eidgenössischen Volksabstimmungen | [ 11 ]                                           |
| Deutschland                   | 20. Feb.             | Stichwahl der Landratswahl in Brandenburg | Wahlen in Brandenburg                       | [ 12 ] [ 13 ] [ 14 ] [ 15 ] [ 16 ] [ 17 ] [ 18 ] |
| Belarus                       | 27. Feb.             | Verfassungsreferendum in Belarus | Wahlen in Belarus                           |                                                  |
| Österreich                    | 27. Feb.             | Gemeinderats- und Bürgermeisterwahlen in Tirol | Kommunalwahlen in Tirol                     | [ 19 ]                                           |
| Südkorea                      | 9. Mrz.              | Präsidentschaftswahl in Südkorea | Wahlen in Südkorea                          |                                                  |
| Turkmenistan                  | 12. Mrz.             | Präsidentschaftswahl in Turkmenistan | Wahlen in Turkmenistan                      |                                                  |
| Abchasien                     | 12. Mrz.             | Parlamentswahl in Abchasien | Wahlen in Abchasien                         |                                                  |
| Kolumbien                     | 13. Mrz.             | Parlamentswahl in Kolumbien | Wahlen in Kolumbien                         |                                                  |
| Österreich                    | 13. Mrz.             | Stichwahl der Gemeinderats- und Bürgermeisterwahlen in Tirol | Kommunalwahlen in Tirol                     | [ 19 ]                                           |
| Niederlande                   | 16. Mrz.             | Gemeinderatswahlen in den Niederlanden | Wahlen in den Niederlanden                  |                                                  |
| Osttimor                      | 19. Mrz.             | Präsidentschaftswahlen in Osttimor | Wahlen in Osttimor                          |                                                  |
| Australien                    | 19. Mrz.             | Wahlen in Südaustralien | Wahlen in Australien                        |                                                  |
| Abchasien                     | 26. Mrz.             | Stichwahlen der Parlamentswahl in Abchasien | Wahlen in Abchasien                         |                                                  |
| Malta                         | 26. Mrz.             | Parlamentswahl in Malta | Wahlen in Malta                             |                                                  |
| Deutschland                   | 27. Mrz.             | Landtagswahl im Saarland | Landtagswahlen im Saarland                  | [ 20 ] [ 21 ]                                    |
| Schweiz                       | 27. Mrz.             | Wahlen im Kanton Bern | Wahlen im Kanton Bern                       |                                                  |
| Costa Rica                    | 3. Apr.              | Stichwahl der Präsidentschaftswahl in Costa Rica | Wahlen in Costa Rica                        | [ 22 ]                                           |
| Serbien                       | 3. Apr.              | Parlamentswahl, Präsidentschaftswahl in Serbien und Stadtverordnetenversammlungswahl in Belgrad | Wahlen in Serbien                           |                                                  |
| Ungarn                        | 3. Apr.              | Parlamentswahl in Ungarn | Wahlen in Ungarn                            |                                                  |
| Gambia                        | 9. Apr.              | Parlamentswahl in Gambia | Wahlen in Gambia                            |                                                  |
| Mexiko                        | 10. Apr.             | Präsident Abberufungsreferendum in Mexiko | Wahlen in Mexiko                            | [ 23 ] [ 24 ] [ 25 ]                             |
| Frankreich                    | 10. Apr.             | Präsidentschaftswahl in Frankreich | Präsidentschaftswahlen in Frankreich        |                                                  |
| Südossetien                   | 10. Apr.             | Präsidentschaftswahl in Südossetien | Wahlen in Georgien                          |                                                  |
| Frankreich                    | 24. Apr.             | Stichwahl der Präsidentschaftswahl in Frankreich | Präsidentschaftswahlen in Frankreich        |                                                  |
| Slowenien                     | 24. Apr.             | Parlamentswahl in Slowenien | Wahlen in Slowenien                         |                                                  |
| Nordirland                    | 5. Mai               | Wahl zur Nordirland-Versammlung | Wahlen in Nordirland                        |                                                  |
| Vereinigtes Königreich        | 5. Mai               | Lokalwahlen im Vereinigten Königreich | Wahlen im Vereinigten Königreich            |                                                  |
| Deutschland                   | 8. Mai               | Landtagswahl in Schleswig-Holstein | Landtagswahlen in Schleswig-Holstein        | [ 21 ] [ 26 ]                                    |
| Südossetien                   | 8. Mai               | Stichwahl der Präsidentschaftswahl in Südossetien | Wahlen in Georgien                          |                                                  |
| Philippinen                   | 9. Mai               | Präsidentschaftswahl und Parlamentswahl auf den Philippinen | Wahlen auf den Philippinen                  |                                                  |
| Deutschland                   | 15. Mai              | Landtagswahl in Nordrhein-Westfalen | Landtagswahlen in Nordrhein-Westfalen       | [ 21 ]                                           |
| Schweiz                       | 15. Mai              | Volksabstimmung in der Schweiz am 15. Mai | Liste der eidgenössischen Volksabstimmungen | [ 11 ]                                           |
| Schweiz                       | 15. Mai              | Wahl im Kanton Graubünden |                                             |                                                  |
| Libanon                       | 15. Mai              | Parlamentswahl in Libanon | Wahlen im Libanon                           | [ 27 ]                                           |
| Australien                    | 21. Mai              | Parlamentswahl in Australien | Wahlen in Australien                        |                                                  |
| Vereinigte Staaten            | 24. Mai              | Vorwahlen in Georgia | Politik (Georgia)                           | [ 28 ] [ 29 ] [ 30 ] [ 31 ] [ 32 ]               |
| Kolumbien                     | 29. Mai              | Präsidentschaftswahl in Kolumbien | Wahlen in Kolumbien                         |                                                  |
| Dänemark                      | 1. Jun.              | Volksabstimmung in Dänemark über die Aufhebung des Verteidigungsvorbehalts | Wahlen in Dänemark                          | [ 33 ] [ 34 ] [ 35 ] [ 36 ]                      |
| Libyen                        | Juni                 | Präsidentschaftswahl in Libyen | Wahlen in Libyen                            | [ 37 ]                                           |
| Deutschland                   | 12. Juni             | Landratswahlen in Sachsen | Landratswahlen in Sachsen                   | [ 38 ] [ 39 ] [ 40 ] [ 41 ]                      |
| Deutschland                   | 12. Jun.             | Oberbürgermeister- und Bürgermeister-Wahlen in Thüringen | Wahlen in Thüringen                         | [ 42 ] [ 43 ] [ 44 ]                             |
| Frankreich                    | 12. Juni             | Parlamentswahl in Frankreich | Parlamentswahlen in Frankreich              |                                                  |
| Italien                       | 12. Juni             | Kommunalwahlen in Italien | Kommunalwahlen in Italien                   |                                                  |
| Italien                       | 12. Juni             | Volksabstimmung in Italien | Volksabstimmungen in Italien                |                                                  |
| Frankreich                    | 19. Juni             | Zweiter Wahlgang der Parlamentswahl in Frankreich | Parlamentswahlen in Frankreich              |                                                  |
| Kolumbien                     | 19. Jun.             | Stichwahl der Präsidentschaftswahl in Kolumbien | Wahlen in Kolumbien                         |                                                  |
| Spanien                       | 19. Jun.             | Parlamentswahl in Andalusien | Politik (Andalusien)                        |                                                  |
| Kronbesitzungen               | 22. Juni             | Parlamentswahl auf Jersey | Politik (Jersey)                            |                                                  |
| Grenada                       | 23. Jun.             | Parlamentswahl in Grenada | Wahlen in Grenada                           |                                                  |
| Vereinigtes Königreich        | 23. Jun.             | Nachwahlen in zwei Wahlkreisen Großbritanniens | Wahlen im Vereinigten Königreich            |                                                  |
| Deutschland                   | 3. Juli              | Zweiter Wahlgang der Landratswahlen in Sachsen | Landratswahl in Sachsen                     | [ 45 ] [ 46 ] [ 47 ]                             |
| Papua-Neuguinea               | 4. Jul.              | Parlamentswahl in Papua-Neuguinea | Wahlen in Papua-Neuguinea                   | [ 48 ]                                           |
| Deutschland                   | 10. Juli             | Zweiter Wahlgang der Oberbürgermeisterwahl in Dresden | Politik (Dresden)                           | [ 49 ] [ 50 ] [ 51 ]                             |
| Japan                         | 10. Juli             | Sangiin-Wahl, Wahl zum Rätehaus/Senat/Oberhaus des Nationalparlaments in Japan | Wahlen in Japan                             |                                                  |
| Republik Kongo                | 10. Jul.             | Parlamentswahl in der Volksrepublik Kongo | Wahlen in der Republik Kongo                | [ 52 ]                                           |
| Tunesien                      | 25. Jul.             | Referendum über eine neue Verfassung in Tunesien | Volksabstimmungen in Tunesien               | [ 53 ]                                           |
| Senegal                       | 31. Juli             | Wahlen zur Nationalversammlung des Senegal | Wahlen im Senegal                           |                                                  |
| St. Kitts und Nevis           | 5. Aug.              | Parlamentswahlen in St. Kitts und Nevis | Wahlen in St. Kitts und Nevis               |                                                  |
| Kenia                         | 9. Aug.              | Präsidentschafts-, Parlaments- und Regionalwahlen in Kenia | Wahlen in Kenia                             | [ 54 ] [ 55 ]                                    |
| Angola                        | 24. Aug.             | Präsidentschafts-, Parlaments- und Regionalwahlen in Angola | Wahlen in Angola                            | [ 56 ]                                           |
| Nauru                         | 31. Aug.             | Parlamentswahl in Nauru | Wahl in Nauru                               |                                                  |
| Chile                         | 4. Sep.              | Plebiszit in Chile | Volksabstimmungen in Chile                  |                                                  |
| Schweden                      | 11. Sep.             | Parlamentswahl in Schweden | Wahlen in Schweden                          |                                                  |
| Russland                      | 11. Sep.             | Kommunal- und Regionalwahlen in Russland | Wahlen in Russland                          | [ 57 ]                                           |
| Tschechien                    | 23. Sep. und 24. Sep | Kommunalwahlen und Senatswahl in Tschechien | Wahlen in Tschechien                        | [ 58 ] [ 59 ]                                    |
| Italien                       | 25. Sep.             | Parlamentswahlen in Italien | Parlamentswahlen in Italien                 |                                                  |
| Italien                       | 25. Sep.             | Regionalwahl in Sizilien | Regionalwahlen in Sizilien                  |                                                  |
| Österreich                    | 25. Sep.             | Landtagswahl in Tirol | Landtagswahlen in Tirol                     | [ 60 ]                                           |
| Schweiz                       | 25. Sep.             | Volksabstimmung in der Schweiz am 25. September | Liste der eidgenössischen Volksabstimmungen | [ 11 ]                                           |
| Lettland                      | 1. Okt.              | Parlamentswahl in Lettland | Wahlen in Lettland                          |                                                  |
| Bosnien und Herzegowina       | 2. Okt.              | Wahlen in Bosnien und Herzegowina • Wahl zum Abgeordnetenhaus • Wahl zum kollektiven Staatspräsidium • Wahlen in der Föderation Bosnien und Herzegowina • Wahlen in der Republika Srpska                       | Wahlen in Bosnien und Herzegowina           |                                                  |
| Brasilien                     | 2. Okt.              | Wahlen in Brasilien | Wahlen in Brasilien                         |                                                  |
| Bulgarien                     | 2. Okt.              | Parlamentswahl in Bulgarien | Wahlen in Bulgarien                         |                                                  |
| Österreich                    | 2. Okt.              | Gemeinderatswahlen im Burgenland | Kommunalwahlen im Burgenland                | [ 61 ]                                           |
| Lesotho                       | 7. Okt.              | Parlamentswahl in Lesotho |                                             | [ 62 ]                                           |
| Österreich                    | 9. Okt.              | Bundespräsidentenwahl in Österreich | Bundespräsidentenwahlen in Österreich       | [ 63 ]                                           |
| Deutschland                   | 9. Okt.              | Landtagswahl in Niedersachsen | Wahlen in Niedersachsen                     | [ 21 ] [ 64 ] [ 65 ]                             |
| Deutschland                   | 9. Okt.              | Stichwahl der Oberbürgermeisterwahl in Cottbus | Bürgermeister (Cottbus)                     | [ 66 ] [ 67 ]                                    |
| Vanuatu                       | 13. Okt.             | Parlamentswahl in Vanuatu | Politik (Vanuatu)                           | [ 68 ]                                           |
| Deutschland                   | 23. Okt.             | Oberbürgermeisterwahl in Tübingen | Bürgermeister (Tübingen)                    | [ 69 ]                                           |
| Brasilien                     | 30. Okt.             | Stichwahl der Präsidentschaftswahl in Brasilien | Wahlen in Brasilien                         |                                                  |
| Dänemark                      | 1. Nov.              | Parlamentswahl in Dänemark | Wahlen im Königreich Dänemark               | [ 70 ]                                           |
| Israel                        | 1. Nov.              | Parlamentswahl in Israel | Wahlen in Israel                            |                                                  |
| Deutschland                   | 6. Nov.              | Bürgerentscheid zur Abwahl des Oberbürgermeisters von Frankfurt am Main | Bürgermeister (Frankfurt am Main)           | [ 71 ] [ 72 ] [ 73 ] [ 74 ] [ 75 ]               |
| Deutschland                   | 6. Nov.              | erster Wahlgang der Oberbürgermeisterwahl in Heidelberg | Bürgermeister (Heidelberg)                  | [ 76 ] [ 77 ] [ 78 ] [ 79 ] [ 80 ] [ 81 ]        |
| Vereinigte Staaten            | 8. Nov.              | Halbzeitwahlen in den Vereinigten Staaten • Wahl zum Repräsentantenhaus • Wahl zum Senat • Außerordentliche Wahl zum Senat der Vereinigten Staaten in Kalifornien • Gouverneurswahlen • Staatsparlamentswahlen | Wahlen in den Vereinigten Staaten           |                                                  |
| Deutschland                   | 13. Nov.             | Oberbürgermeisterwahl in Rostock | Bürgermeister (Rostock)                     | [ 82 ]                                           |
| Malaysia                      | 19. Nov.             | Parlamentswahl in Malaysia | Wahlen in Malaysia                          |                                                  |
| Äquatorialguinea              | 20. Nov.             | Präsidentschaftswahl und Parlamentswahl in Äquatorialguinea | Wahlen in Äquatorialguinea                  | [ 83 ]                                           |
| Kasachstan                    | 20. Nov.             | Präsidentschaftswahl in Kasachstan | Wahlen in Kasachstan                        | [ 84 ]                                           |
| Nepal                         | 20. Nov.             | Parlamentswahl in Nepal | Wahlen in Nepal                             |                                                  |
| Taiwan                        | 26. Nov.             | Kommunalwahlen und Verfassungsreferendum in der Republik China (Taiwan) | Wahlen in der Republik China                | [ 85 ]                                           |
| Australien                    | 26. Nov.             | Wahl in Victoria (Australien) | Wahlen in Australien                        |                                                  |
| Deutschland                   | 27. Nov.             | Stichwahl der Oberbürgermeisterwahl in Heidelberg | Bürgermeister (Heidelberg)                  | [ 86 ] [ 87 ] [ 88 ] [ 89 ] [ 90 ] [ 91 ]        |
| Deutschland                   | 27. Nov.             | Stichwahl der Oberbürgermeisterwahl in Rostock | Bürgermeister (Rostock)                     | [ 92 ]                                           |
| Dominica                      | 6. Dez.              | Parlamentswahl in Dominica | Wahlen in Dominica                          | [ 93 ]                                           |
| Fidschi                       | 14. Dez.             | Parlamentswahl in Fidschi | Wahlen in Fidschi                           | [ 94 ]                                           |
| Tunesien                      | 17. Dez.             | Parlamentswahl in Tunesien | Wahlen in Tunesien                          | [ 95 ]                                           |

### Wahlen zu mehreren Terminen
| Staat       | Staat   | Wahl/Abstimmung                     | Kategorie                    |
| ----------- | ------- | ----------------------------------- | ---------------------------- |
| Deutschland | Sachsen | Bürgermeisterwahlen in Sachsen 2022 | Bürgermeisterwahl in Sachsen |